# Totra
Totra är ett samhälle i Gävle kommun. Totra ligger omkring 30 km norr om Gävle och är främst en bostadsort. SCB har för bebyggelsen avgränsat en småort öster om den större bebyggelsen. Den större bebyggelsen avgränsades före 2015 till en småort för att 2015 växa samman med tätorten Bergby. Folkmängden i den småorten hade 2015 minskat till under 50 personer och denna upplöstes.
I Totra finns ruinen av en medeltida kastal.
Utpendling sker framför allt till Gävle.

## Befolkningsutveckling
| Befolkningsutvecklingen i Totra 1960–2010 | Befolkningsutvecklingen i Totra 1960–2010 | Befolkningsutvecklingen i Totra 1960–2010 | Befolkningsutvecklingen i Totra 1960–2010 | Befolkningsutvecklingen i Totra 1960–2010 |
| ----------------------------------------- | ----------------------------------------- | ----------------------------------------- | ----------------------------------------- | ----------------------------------------- |
|                                           |                                           |                                           |                                           |                                           |
| År                                        |                                           |                                           | Folkmängd                                 | Areal (ha)                                |
| 1960                                      | 1960                                      |                                           | 352                                       |                                           |
| 1965                                      | 1965                                      |                                           | 331                                       |                                           |
| 1970                                      | 1970                                      |                                           | 285                                       |                                           |
| 1975                                      | 1975                                      |                                           | 263                                       |                                           |
| 1980                                      | 1980                                      |                                           | 290                                       |                                           |
| 1990                                      | 1990                                      |                                           | 250                                       | 76                                        |
| 1995                                      | 1995                                      |                                           | 275                                       | 76                                        |
| 2000                                      | 2000                                      |                                           | 255                                       | 76                                        |
| 2005                                      | 2005                                      |                                           | 285                                       | 76                                        |
| 2010                                      | 2010                                      |                                           | 273                                       | 76                                        |
| Anm.: Sammanvuxen med Bergby 2015.        |                                           |                                           |                                           |                                           |